# Swaenenvecht

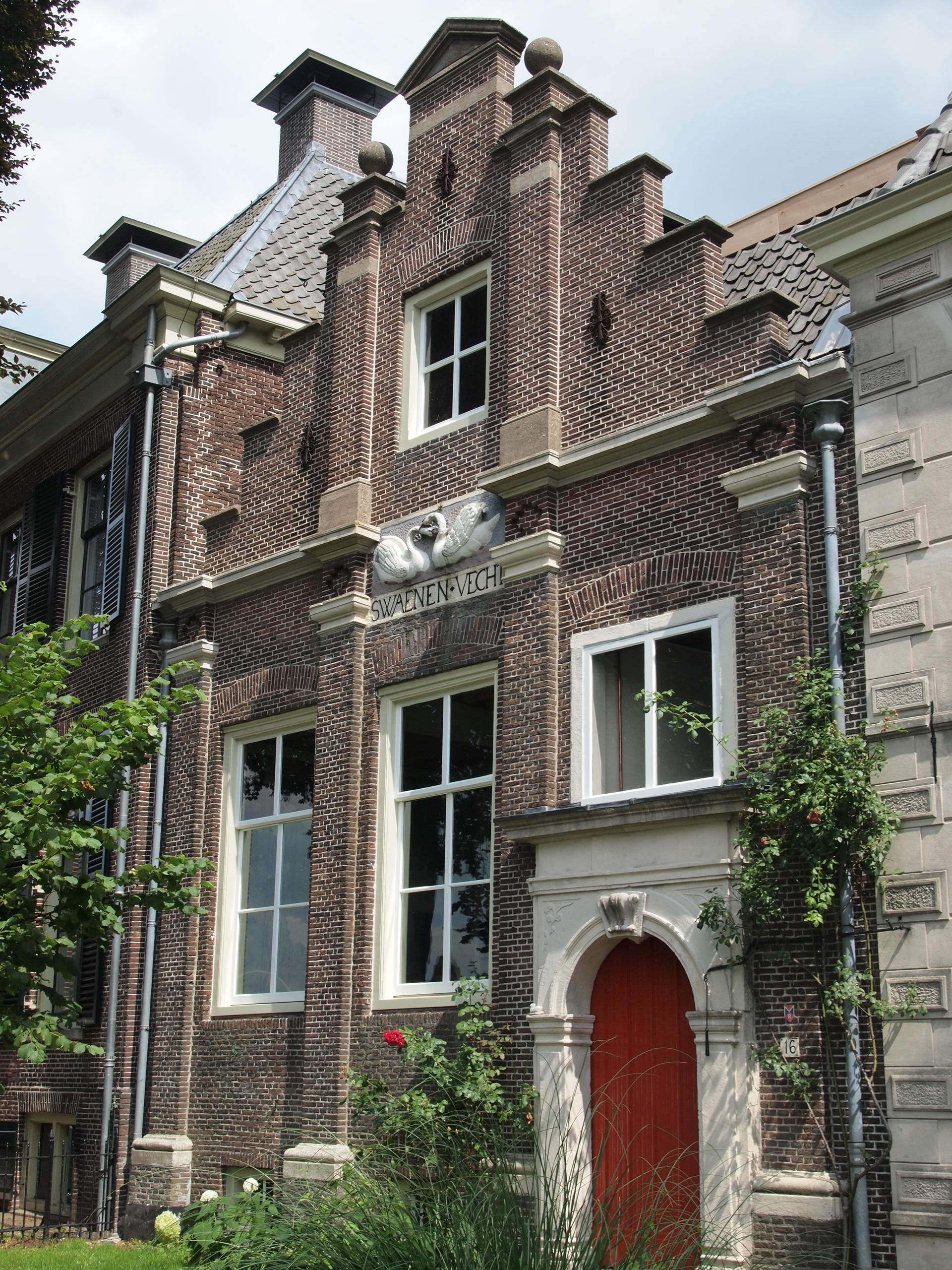
Swaenenvecht, het 17e-eeuwse gedeelte

Het historische pand Swaenenvecht is zowel een rijksmonument als een gemeentelijk monument en is gelegen aan de rivier de Vecht in het dorp Oud-Zuilen in de Nederlandse provincie Utrecht.
In de geveltop van het pand is een gevelsteen te zien met daarop twee vechtende zwanen en de huisnaam. Het pand bestaat uit aparte delen die in verschillende tijden zijn gebouwd. Hierdoor heeft Swaenenvecht een ingewikkelde plattegrond. De voorgevel bestaat uit een linkerdeel dat een trapgevel heeft uit de renaissance periode, die is versierd met bollen en dekplaten. Rechts heeft het gebouw een lijstgevel uit de 19e eeuw, die grijsgepleisterd is.
Het renaissance deel is in 1678 aangekocht om als pastorie voor de kerk in Oud-Zuilen te dienen. Swaenenvecht heeft tot 1970 dienstgedaan als pastorie. In 1971 betrok de socioloog Piet Thöenes samen met zijn vrouw het pand. Daar woonden zij eerst in een woongemeenschap en later in een familieverband van drie generaties. Tegenwoordig wordt de begane grond van het 19e-eeuwse gedeelte van het pand gebruikt als galerie.